# Eva Regina Springauf
Eva Regina Springauf (auch Maria Eva) OCist (* um 16. Jahrhundert; † 28. August 1658) war eine deutsche Zisterzienserin und von 1642 bis 1658 Äbtissin des Zisterzienser-Klosters Lichtenthal.

## Leben
Eva Regina Springauf war eine Tochter des Klosterschaffners Matthäus Springauf. Sie war zuvor Vorsteherin im Kloster Rechentshofen (Marienkron) und Priorin in Lichtenthal, bevor sie nach dem Tod der Vorgängeräbtissin Rosina Herzog am 22. Juli 1642 zur 28. Äbtissin des Klosters Lichtenthal gewählt wurde. Die Leitung bei der Wahl hatte Abt Bernardin Buchinger vom Kloster Maulbronn. Äbtissin Eva Regina galt als der lateinischen Sprache kundig und hatte so manche schwierige Zeiten in Lichtenthal zu überstehen. Während des Schwedenkriegs mussten sie und die Mitglieder des Konvents aus Lichtenthal flüchten, fanden aber freundliche Aufnahme in den Klöstern Strassberg und Rathausen im Kanton Luzern. Nach einer ersten Plünderung des Klosters zu Beginn des Jahres 1643 kam es zu einer zweiten Plünderung im August 1644. Dabei wurden Wein und Früchte geraubt, die Gebäude teilweise zerstört und die Zehnteinkünfte des Klosters durch vorbeiziehende Truppen verzehrt. Um die gröbste Not und den Verfall des Klosters aufzuhalten, ließ sich Äbtissin Eva Regina von Markgraf Wilhelm (Baden-Baden) eine Anleihe in Höhe von 500 Reichstalern ausstellen. Nach dem Ende aller kriegerischen Auseinandersetzungen konnte sich die Äbtissin wieder dem klösterlichen Leben und den neu eingetretenen Mitgliedern des Konvents widmen. 1656 kam die Abtei in den Besitz des Münzhauses zu Baden und der Pfarrgründe zu Iffezheim. Äbtissin Eva Regina starb am 26. August 1658, ihr im Amt als neue Äbtissin von Lichtenthal folgte am 8. September 1658 Margaretha Loys.